# Mergulhão-de-pescoço-preto
O mergulhão-de-pescoço-preto ou cagarraz (Podiceps nigricollis) é um dos cinco mergulhões que ocorrem na Europa.
Em Portugal ocorre principalmente no Inverno. O estuário do Sado é o local mais importante para a invernada desta espécie. A sua nidificação em Portugal foi confirmada recentemente no Alentejo, mas deve ser considerada excepcional. Existem diversas observações esporádicas durante a época de reprodução, tanto no Alentejo como no Algarve.

## Subespécies
São reconhecidas 3 subespécies:
- P. n. nigricollis - Paleárctico
- P. n. gurneyi - África
- P. n. californicus - América do Norte

## Conservação
Esta espécie encontra-se listada no Livro Vermelho dos Vertebrados de Portugal com o estatuto de Quase Ameaçado.

Podiceps nigricollis

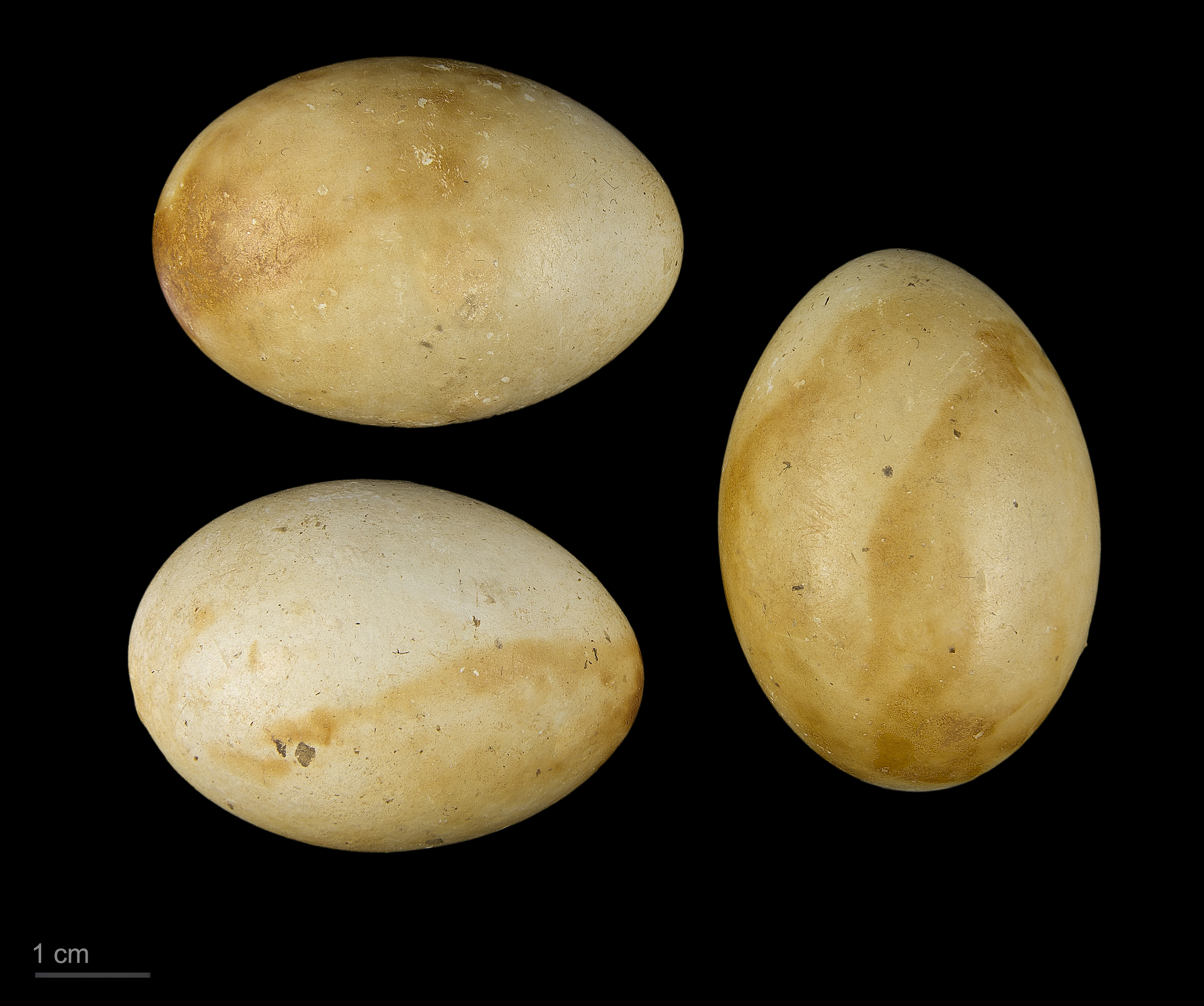
Podiceps nigricollis - MHNT